# Eugène Pottier

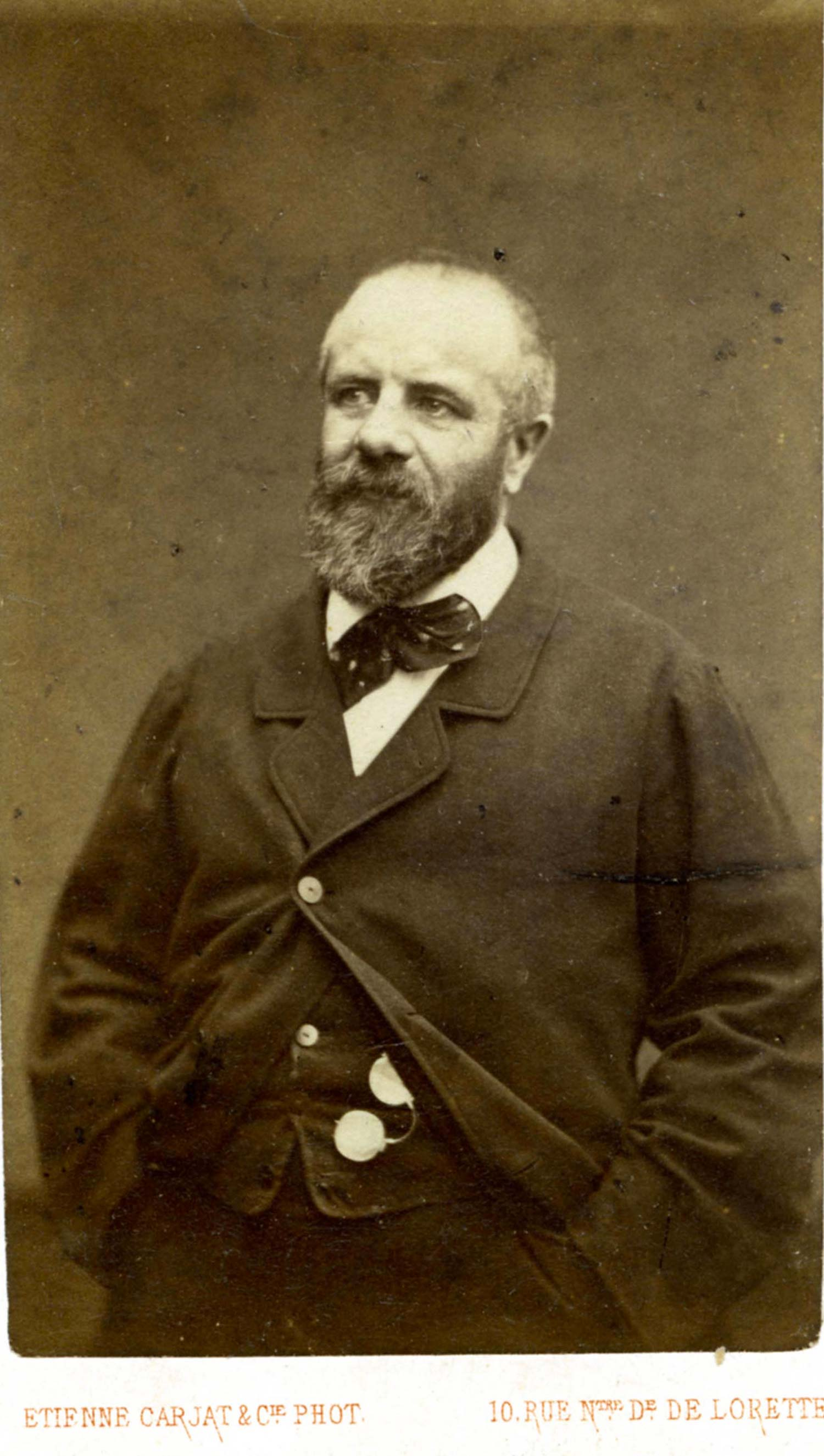
Eugène Pottier

Eugène Edine Pottier (phát âm tiếng Việt: Ơgien Pôchiê) (1816- 1887) là một nhà thơ và là nhà cách mạng xã hội chủ nghĩa người Pháp. Trong thời kỳ Công xã Paris ông là thành viên của Hội đồng công xã thành phố này. Eugène Pottier là nhà thơ lớn nhất của văn học Công xã Paris và được coi là người mở đầu thơ hiện thực xã hội chủ nghĩa và ông chính là tác giả lời bài "Quốc tế ca" - bài ca đấu tranh của công nhân toàn thế giới. Lênin gọi ông là "nhà tuyên truyền vĩ đại của cách mạng vô sản".

## Cuộc đời
Eugène Pottier sinh ngày 04 tháng 10 năm 1816 tại Paris trong một gia đình công nhân nghèo khó. Ông lớn lên và tham gia làm nhiều nghề như gói hàng, vẽ tranh trên vải. Phong trào cách mạng sôi nổi của Pháp lúc bấy giời đã tác động và thu hút đến ông (tiếp thu những tư tưởng của Babeuf và Furie. Tuy chưa nhận thức được đầy đủ những tư tưởng này cũng như một số hạn chế trong quan điểm của các nhà xã hội chủ nghĩa không tưởng nhưng ông vẫn sẵn sàng xung phong chiến đấu trong những ngày tháng 2 năm 1848.
Lúc này, chiến tranh Pháp-Phổ có nguy cơ bùng nổ, ông về phe của những người công nhân và người lao động phản đối cuộc chiến tranh này của chính quyền đương thời. Công xã Paris nổ ra và ông đã tham gia tích cực, những ngày tháng 3 năm 1878, ông được bầu làm ủy viên Hội đồng công xã và hoạt động trong Hội liên hiệp các nghệ sĩ.
Ông là người vẫn cương quyết cầm súng chiến đấu cho đến phút cuối cùng trong "Tuần lễ đẫm máu". Eugène Pottier may mắn sống sót khổi cuộc tàn sát của Chính quyền Pháp và trốn thoát để tiếp tục đấu tranh. Chính phủ Pháp kết án ông tử hình vắng mặt. Ông phải trốn sang Anh rồi trốn sang Mỹ trong vòng 7 năm. Trong thời gian này, ông vẫn tiếp tục sáng tác thơ ca để tuyên truyền và vận động nhân dân đấu tranh, rút những bài học về thất bại của Công xã Paris.
Năm 1880, Eugène Pottier được trở về Pháp và tiếp tục đấu tranh cho đến khi chết. Cuối đời ông bị bại liệt và chết vào ngày 8 tháng 11 năm 1887. Dự tang lễ của ông gồm vợ và hai con trai ngoài ra còn những người bạn chiến đấu của ông trong thời Công xã Paris và hơn 5000 nhân dân lao động ở Paris

## Tác phẩm

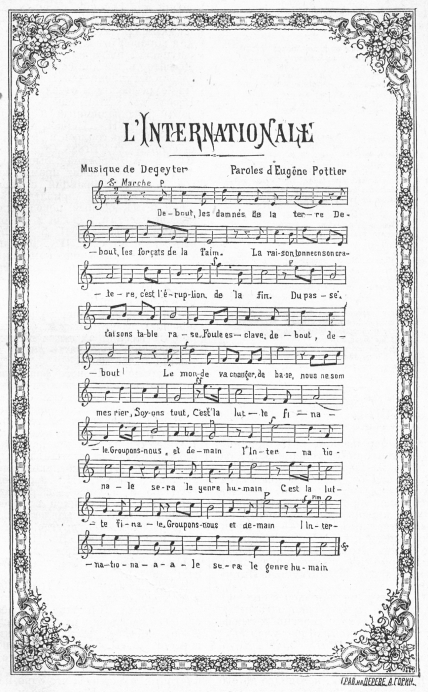
Bản nhạc Quốc tế ca

Eugène Pottier đã sáng tác nhiều tác phẩm thơ ca nhưng tác phẩm được chú ý nhiều nhất là bài Quốc tế ca. Đây được coi là bước ngoặt trong sự nghiệp và tư tưởng của ông. Thơ ca của ông không còn mơ hồ và không tưởng như trước đấy mà có tính chất kiên quyết hơn, trong những ngày Công xã Paris đang diễn ra, bài thơ của ông có tác dụng giống như những tiếng kèn xung trận. Bài Quốc tế ca được sáng tác trong giai đoạn những ngày cuối cùng của Công xã Paris và được coi là niềm tin bất diệt vào thắng lợi cuối cùng và là tiếng nói của những người còn sống và đã chết là bản tóm tắt những nguyên lý của cách mạng vô sản và tương lai của cuộc đấu tranh. Thể hiện qua câu: 
| “ | Đấu tranh này là trận cuối cùng, kết đoàn lại vì ngày mai | ” |

Bài thơ này của ông đã được phổ nhạc thành bài hát và dịch ra nhiều thứ tiếng khác nhau trên thế giới trong đó có Việt Nam và trở thành bài ca của giai cấp vô sản thế giới, kêu gọi sự đoàn kết và chỉ con đường giải phóng giai cấp, báo hiệu những cuộc cách mạng của giai cấp vô sản. Nhìn chung, Eugène Pottier là người gắn bó cuộc đời với Công xã Paris, thơ ca của ông là tiếng nói của nhân dân lao động và giai cấp công nhân, nêu lên ước mơ của những người dân nghèo.